# Онемен (залив)
Онеме́н — залив у восточного берега Берингова моря. Относится к Анадырскому району Чукотского автономного округа.
Является эстуарием. Ширина у входа 5 км, глубина до 20 м.

## Гидроним
Название в переводе с чукот. Онмын — «глубоковдающийся».

## Гидрография
Расположен к западу от Анадырского лимана, с которым связывается протокой под наименованием горло реки Анадырь. 
Открыт к востоку, вдаётся в материк на 42 км. Западная граница проходит через мысы Вешала и Американская Кошка, восточная — через мысы Неймана и Длинный.
Северный берег залива частью низкий с небольшими каменистыми возвышенностями, частью обрывистый. На меридиане устья реки Великая от северного берега выступает полуостров, ограниченный мысами Кедровый и Кедровая Кошка. Юго-западный и юго-восточный берега залива преимущественно низкие, болотистые.
Вдоль берегов протягиваются обширные отмели, которые частично осыхают. Донный грунт — ил и песок.
В залив впадают реки Анадырь и Великая (залив Малый Онемен). В заливе находится Гнилой Угол Залива Онемен, в который впадает река Угловая. На побережье выделяются мысы Длинный, Глубокий (Малая Нерпичья Кошка), Морошечный, Неймана.
Населённых пунктов на побережье залива нет.

## Судоходство
Посредине залива проходит фарватер шириной 0,2—1,6 мили, глубины на котором составляют 6,2—31,5 м. Фарватер ограждён светящими буями, на мысах залива установлены радиолокационные отражатели.
Из-за сложных течений в акватории залива и частых ветров, которые подымают высокую и крутую волну, судоходство возможно только в тихую погоду в условиях хорошей видимости.